# Eugene Victor Debs
Eugene Victor Debs, detto Gene (Terre Haute, 5 novembre 1855 – Elmhurst, 20 ottobre 1926), è stato un politico, sindacalista e attivista statunitense, tra i più importanti esponenti del socialismo statunitense a cavallo tra i due secoli.
Tra i fondatori dell'Industrial Workers of the World e del Partito Socialista d'America, nonostante il sistema bipartitico statunitense si candidò come socialista alla presidenza per cinque volte (1900, 1904, 1908, 1912 e 1920). Il risultato migliore fu nel 1912 con il 6% dei voti.
Come sindacalista fu attivo principalmente nel settore ferroviario, fondando vari sindacati. Fu una figura chiave dello sciopero Pullman. 
Fu arrestato nel 1918 per il suo attivismo contro la prima guerra mondiale, e per l'ultima campagna elettorale fu in carcere. Morì in un sanatorio a causa delle malattie sviluppate in prigionia.
Rimane una delle figure di riferimento per la sinistra radicale statunitense.

## Biografia
Eugene Victor Debs è stato tra i fondatori del sindacato IWW, oltre a cinque volte candidato alle elezioni presidenziali: nel 1900 per il Partito Socialdemocratico d'America, e nel 1904, 1908, 1912 e 1920 per il Partito Socialista. Attraverso le sue candidature presidenziali ed il suo operato nei movimenti operai, Debs può essere considerato uno dei più conosciuti socialisti statunitensi.
Originario dell'Indiana, agli inizi della sua carriera politica Debs era un membro del Partito Democratico. Fu eletto tra i democratici all'Assemblea Generale dell'Indiana nel 1884. In questo periodo lavorò a disegni di legge legati all'uguaglianza sociale e ai diritti del lavoro. Attivo principalmente nel settore ferroviario, dopo aver preso parte in diversi piccoli sindacati, tra i quali il Sindacato dei Pompieri Macchinisti, Debs condusse lo Sciopero della Ferrovia CB&Q nel 1888, che fallì. Debs fu determinante nella fondazione del Sindacato della Ferrovia Americano (ARU), ovvero uno dei primi sindacati operai.
Dopo che i lavoratori della Pullman Company organizzarono uno sciopero spontaneo per i tagli agli stipendi nell'estate del 1894, Debs tesserò molti nelle file dell'ARU. Guidò un boicottaggio dell'ARU contro la gestione delle carrozze ferroviarie in quello che diventò lo sciopero Pullman, bloccando la maggior parte delle linee occidentali di Detroit e più di 250 000 lavoratori in 27 Stati. Per mantenere attivo il regolare transito ferroviario, il presidente Grover Cleveland inviò l'esercito statunitense ad interrompere lo sciopero. In quanto leader dell'ARU, Debs fu allora condannato per reati federali per essersi sottratto ad un'ingiunzione di un tribunale nei confronti dello sciopero e trascorse sei mesi in prigione.
A causa del suo attivismo pacifista contro la prima guerra mondiale, il 16 giugno 1918 venne arrestato per discorsi che "ostacolavano il reclutamento" secondo la legge federale del 1917 chiamata Espionage Act. Condannato a 10 anni di prigione, nel 1920 si candidò ugualmente alle elezioni presidenziali, pur essendo recluso nel carcere di Atlanta, ottenendo 913.664 voti (il 3,4%).
Nonostante le sue pessime condizioni di salute in carcere, il presidente Woodrow Wilson rifiutò di concedergli la grazia, che venne invece accordata dal presidente Warren G. Harding nel 1921. Nel 1924 venne candidato al premio Nobel per la pace.
Morì nel 1926 in un sanatorio per problemi di salute sviluppati in prigionia.